# Aida (musikal)
Aida är en musikal baserad på operan med samma namn skriven av Antonio Ghislanzoni med musik av Giuseppe Verdi. Musikalen producerades av Walt Disney Companys produktionsbolag Hyperion Theatrical och innehöll musik av Elton John och sångtexter av Tim Rice. 
Aida hade premiär på Broadway den 23 mars 2000 och föreställningen spelades 1 852 gånger fram till den 5 september 2004. Den nominerades till fem Tony Awards och vann fyra, bland annat för Bästa musik. 
Originaluppsättningen på Broadway vann 2001 en Grammy för Bästa album från en musikal.

## Bakgrund
Musikalen baseras på Giuseppe Verdis italienska opera med samma namn och en 
barnboksversion av operan som skrevs av sopranen Leontyne Price. Walt Disney Company köpte bokrättigheterna 1994 i syfte att göra en animerad film, men efter att Elton John tackat nej till ytterligare en animerad film efter Lejonkungen, föreslog Disney en Broadwayversion istället. Trots att Elton John ansåg att "operamänniskor kan vara väldigt elitistiska" så tackade han, och även Tim Rice ja direkt.
Musikalen sattes upp i en första version i Atlanta 1998 med namnet Elaborate Lives: The Legend of Aida. På grund av tekniska problem med scenografin gjordes scenografin om helt och hållet inför den nya, omskrivna versionen som sattes upp i Chicago 1999.

## Rollfigurer (i urval)
| Aida     | Dotter till Amonasro, slavinna och i hemlighet prinsessa av Nubien.       |
| Radames  | Fältherre i den egyptiska hären Son till Zoser och trolovad till Amneris. |
| Amneris  | Prinsessa av Egypten, dotter till farao och trolovad till Radames.        |
| Farao    | Amneris far, kung av Egypten.                                             |
| Amonasro | Aidas far, kung av Nubien.                                                |

## Broadway
Efter de tidiga produktionerna i Atlanta och Chicago hade musikalen, nu med namnet Elton John and Tim Rice's Aida, premiär på Broadway den 23 mars 2000 i regi av Robert Falls och med koreografi av Wayne Cilento.
Heather Headley var först ut att spela rollen som Aida, för vilken hon vann en Tony Award och en Drama Desk Award år 2000 som Bästa skådespelerska i en musikal. Under tiden på Broadway spelades Aida även av popstjärnor som Deborah Cox, Toni Braxton och Michelle Williams. 
Adam Pascal var både först och sist ut som Radames. Under tiden på Broadway spelades Radames även av bland andra Will Chase, Patrick Cassidy och Richard H. Blake.

## Internationella uppsättningar
Den första internationella uppsättningen av Aida gjordes i Scheveningen i Nederländerna där den spelades från oktober 2001 till augusti 2003.
Sedan dess har musikalen satts upp i Tyskland, Schweiz, Japan, Sydkorea, Uruguay, Polen, Singapore, Australien, Filippinerna, Mexiko, Kroatien, Peru, Argentina, Estland, Kanada, Ungern, Brasilien, Sverige, Danmark, Kina, Israel, Tjeckien och Nya Zeeland.
Den svenska uppsättningen hade premiär på Kristianstads teater i februari 2007 i regi av Emil Sigfridsson och Åsa Bratt.

## Inspelningar
- 1999, konceptalbumet Elton John and Tim Rice's Aida. På albumet medverkar Elton John och ett antal andra artister som Janet Jackson, Tina Turner, Shania Twain och Sting och det innehåller följande låtar:[8]

1. Another Pyramid (Sting)
2. Written in the Stars (Elton John & LeAnn Rimes)
3. Easy as Life (Tina Turner)
4. My Strongest Suit (Spice Girls)
5. I Know the Truth (Elton John & Janet Jackson)
6. Not Me (Boyz II Men)
7. Amneri's Letter (Shania Twain)
8. A Step Too Far (Elton John, Heather Headly & Sherie Scott)
9. Like Father, Like Son (Lenny Kravitz)
10. Elaborate Lives (Heather Headly)
11. How I Know You (James Taylor)
12. The Messenger (Elton John & Lulu)
13. The Gods Love Nubia (Kelly Price)
14. Enchantment Passing Through (Dru Hill)
15. Orchestral Final

- 2000, Elton John and Tim Rice's Aida: Original Broadway Cast Recording (vann en Grammy för Bästa album från en musikal)
- 2001, den nederländska uppsättningen
- 2004, den tyska uppsättningen
- 2004, den japanska uppsättningen
- 2007, den ungerska uppsättningen